# Добролєта Михайло Костянтинович
Миха́йло Костянти́нович Добролє́та (від народження — Панімаскін, 19 вересня 1992, м. Павлоград, Дніпропетровська область, Україна — 23 лютого 2017, м. Авдіївка, Донецька область, Україна) — український військовослужбовець, молодший сержант Збройних сил України, учасник російсько-української війни. Позивний «Добрий».

## Біографія
Народився 1992 року в Павлограді. 2010 року закінчив Павлоградську загальноосвітню школу № 8. У 6 класі врятував свою однокласницю, яка провалилася під кригу. Захоплювався музикою, любив подорожувати, займався спортом.
2012 року закінчив Дніпропетровський національний університет залізничного транспорту ім. академіка В. Лазаряна, отримав диплом бакалавра. Протягом року проходив строкову армійську службу у 194-му понтонно-мостовому загоні в Новомосковську. Працював на різних роботах. 1 червня 2013 року влаштувався на шахту «Самарська» «ДТЕК Павлоградвугілля», працював на поверхні, але через тиждень зазнав важкої травми — хлопцю відрізало по фаланзі на вказівному та середньому пальцях правої руки. З 25 липня 2013 до 14 січня 2014 працював на шахті «Самарська», а з 25 червня по 19 серпня 2015 — в Енергоуправлінні ДТЕК.
Під час російської збройної агресії проти України 23 червня 2016 року вступив на військову службу за контрактом через Павлоградський ОМВК.
Молодший сержант, оператор 1-ї роти охорони батальйону охорони 55-ї окремої артилерійської бригади (раніше — 39-й окремий мотопіхотний батальйон «Дніпро-2»).
Виконував завдання в районі міста Авдіївка. Загинув 23 лютого 2017 року внаслідок обстрілу ротного опорного пункту, — близько 20:15 дістав кульове поранення в шию (у сонну артерію), втратив багато крові і за півгодини помер.
Похований 27 лютого у Павлограді, на Центральній алеї старого кладовища по вул. Шутя.
Залишились мати, вітчим і молодший брат.

## Нагороди
Указом Президента України № 138/2017 від 22 травня 2017 року, «за особисту мужність і самовіддані дії, виявлені у захисті державного суверенітету та територіальної цілісності України, зразкове виконання військового обов'язку», нагороджений орденом «За мужність» III ступеня (посмертно).
Відзначений нагрудним знаком «55 окрема артилерійська бригада».

## Вшанування пам'яті
13 жовтня 2017 на фасаді Павлоградської ЗОШ № 8 I-III ступенів відкрили меморіальну дошку загиблому випускнику школи Михайлу Добролєті.